# 1922 au Brésil
Chronologie du Brésil
- 1918
- 1919
- 1920
- 1921
- 1922
- 1923
- 1924
- 1925
- 1926

Cette page concerne des événements d'actualité qui se sont produits durant l'année 1922 au Brésil.

## Événements
- 13 février : début de la semaine d'art moderne à São Paulo, festival artistique fondateur du modernisme brésilien ;
- 1er mars : élection présidentielle brésilienne de 1922[1]  ;
- 25 mars : fondation à Niterói du Parti communiste brésilien ;
- 5 juillet : Révolte des 18 du fort de Copacabana[2] ;
- 17 septembre : début de la Copa América 1922.

## Naissances
- 22 janvier : Leonel Brizola, homme politique

## Décès
- 7 mai : Urbano Santos da Costa Araújo, vice-président du Brésil